# Прапор Пастушого
Прапор Пастушого — офіційний символ села Пастуше, Чортківського району Тернопільської області, затверджений 4 вересня 2023 року рішенням сесії Чортківської міської ради.
Автори — А. Гречило та О. Лісниченко.

## Опис
Квадратне зелене полотнище, у якому по діагоналі до верхнього кута від древка жовтий посох, а обабіч — по білій горлиці.

## Зміст
Символіка села пов'язана з переселенцями з Лемківщини. Частина з них переселена з Горлицького повіту, також у селі є ансамбль «Горлиця», тому це може уособлюватися птахом горлицею. Пастуший жезл-патериця додатково вказує на назву села.